# Leichtathletik-Europameisterschaften 2010/4 × 400 m der Männer

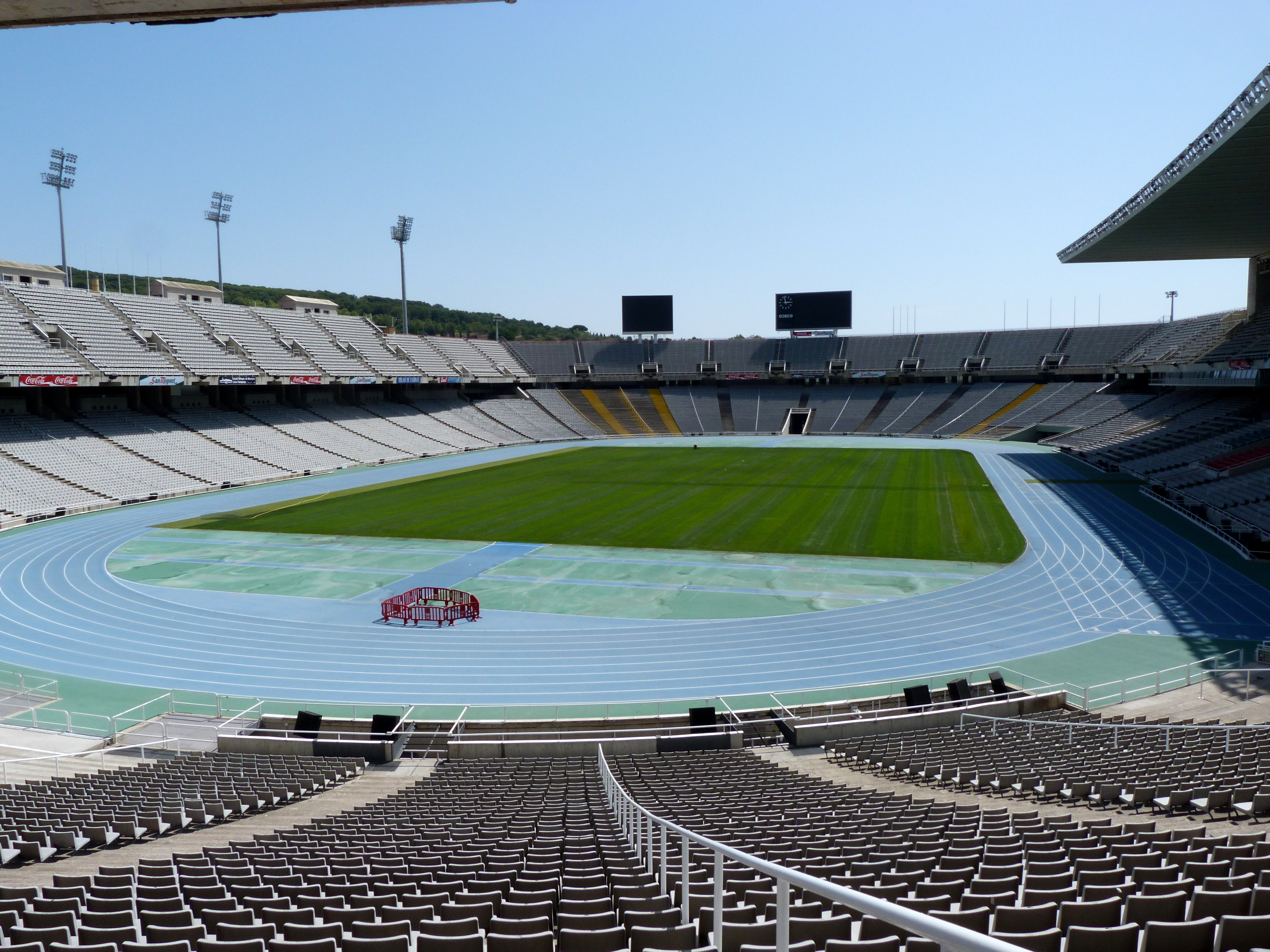
Das Olympiastadion Estadi Olímpic Lluís Companys
Barcelona im Jahr 2012

Die 4-mal-400-Meter-Staffel der Männer bei den Leichtathletik-Europameisterschaften 2010 wurde am 31. Juli und 1. August 2010 im Olympiastadion Estadi Olímpic Lluís Companys der spanischen Stadt Barcelona ausgetragen.
Europameister wurde Russland in der Besetzung Maxim Dyldin, Alexei Aksjonow, Pawel Trenichin und Wladimir Krasnow (Finale) sowie dem im Vorlauf außerdem eingesetzten Sergei Petuchow.
Den zweiten Platz belegte Großbritannien mit Conrad Williams, Michael Bingham (Finale), Robert Tobin und Martyn Rooney (Finale) sowie den im Vorlauf außerdem eingesetzten Graham Hedman und Richard Buck.
Bronze ging an Belgien in der Besetzung Arnaud Destatte (Finale), Kevin Borlée, Cédric Van Branteghem und Jonathan Borlée (Finale) sowie den im Vorlauf außerdem eingesetzten Antoine Gillet und Nils Duerinck.

## Bestehende Rekorde
| Weltrekord           | 2:54,29 min | USA (Andrew Valmon, Quincy Watts, Harry Reynolds, Michael Johnson)       | WM Stuttgart, Deutschland | 22. August 1993   |
| Europarekord         | 2:56,60 min | Großbritannien (Iwan Thomas, Jamie Baulch, Mark Richardson, Roger Black) | OS Atlanta, USA           | 3. August 1996    |
| Meisterschaftsrekord | 2:58,22 min | Großbritannien (Paul Sanders, Kriss Akabusi, John Regis und Roger Black) | EM Split, Jugoslawien     | 1. September 1990 |

Der bestehende EM-Rekord wurde bei diesen Europameisterschaften nicht erreicht. Die schnellste Zeit erzielte Europameister Russland im Finale mit 3:02,14 min, womit das Quartett 3,92 s über dem Rekord blieb. Zum Europarekord fehlten 4,54 s, zum Weltrekord 7,82 s.

## Vorrunde
Die Vorrunde wurde in zwei Läufen durchgeführt. Die ersten drei Staffeln pro Lauf – hellblau unterlegt – sowie die darüber hinaus zwei zeitschnellsten Teams – hellgrün unterlegt – qualifizierten sich für das Finale.

### Vorlauf 1
31. Juli 2010, 11:20 Uhr
| Platz | Staffel        | Besetzung                                                                         | Zeit (min) |
| ----- | -------------- | --------------------------------------------------------------------------------- | ---------- |
| 1     | Großbritannien | Conrad Williams Graham Hedman (Vorlauf) Richard Buck (Vorlauf) Robert Tobin       | 3:04,09    |
| 2     | Polen          | Marcin Marciniszyn Daniel Dąbrowski Piotr Klimczak Jan Ciepiela (Vorlauf)         | 3:04,51    |
| 3     | Niederlande    | Joeri Moerman Youssef el Rhalfioui Dennis Spillekom Robert Lathouwers             | 3:04,52    |
| 4     | Frankreich     | Yannick Fonsat Mamadou Kassé Hann (Vorlauf) Mame-Ibra Anne Yoan Décimus (Vorlauf) | 3:05,32    |
| 5     | Ukraine        | Maksym Nakonechnyy Myhaylo Knysh Volodymyr Burakov Dmytro Ostrovskyy              | 3:05,51    |
| 6     | Irland         | Gordon Kennedy Brian Murphy Brian Gregan Steven Colvert                           | 3:07,21    |
| 7     | Spanien        | Marc Orozco Mark Ujakpor Santiago Ezquerro Antonio Manuel Reina                   | 3:07,38    |
| 8     | Rumänien       | Adrian Drăgan Iulian Geambazu Attila Nagy Catalin Campeanu                        | 3:09,48    |

### Vorlauf 2
31. Juli 2010, 11:30 Uhr
| Platz | Staffel      | Besetzung                                                                           | Zeit (min) |
| ----- | ------------ | ----------------------------------------------------------------------------------- | ---------- |
| 1     | Belgien      | Antoine Gillet (Vorlauf) Cédric Van Branteghem Nils Duerinck (Vorlauf) Kevin Borlée | 3:03,49    |
| 2     | Deutschland  | Kamghe Gaba Bastian Swillims Jonas Plass (Vorlauf) Thomas Schneider                 | 3:03,83    |
| 3     | Russland     | Maxim Dyldin Alexei Aksjonow Sergei Petuchow (Vorlauf) Pawel Trenichin              | 3:04,20    |
| 4     | Italien      | Claudio Licciardello Luca Galletti Domenico Fontana (Vorlauf) Marco Vistalli        | 3:04,55    |
| 5     | Griechenland | Pétros Kiriakídis Dimítrios Grávalos Padelís Melahrinoúdis Sotírios Iakovákis       | 3:07,12    |
| 6     | Ungarn       | Máté Lukács Gábor Pásztor Zoltán Kovács Marcell Deák Nagy                           | 3:08,32    |
| 7     | Slowenien    | Uroš Jovanovič Sebastjan Jagarinec Marko Macuh Erik Vončina                         | 3:08,95    |
| 8     | Dänemark     | Jacob Riis Andreas Bube Daniel B. Christensen Nicklas Hyde                          | 3:09,04    |

## Finale

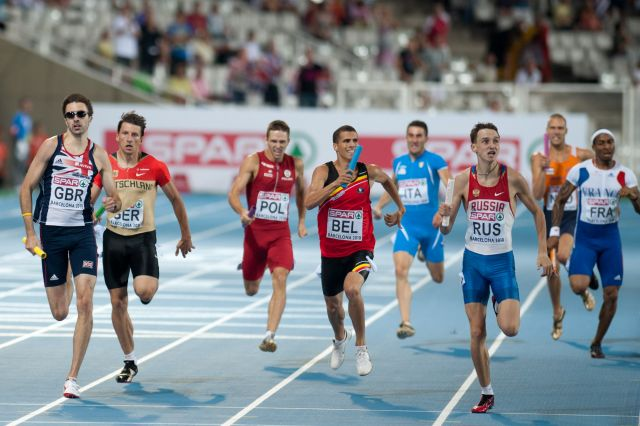
Letzter Wechsel im Finalrennen über 4 × 400 Meter

1. August 2010
| Platz | Staffel        | Besetzung | Zeit (min) |
| ----- | -------------- | --- | ---------- |
| 1     | Russland       | Maxim Dyldin Alexei Aksjonow Pawel Trenichin Wladimir Krasnow (Finale) im Vorlauf außerdem: Sergei Petuchow                            | 3:02,14    |
| 2     | Großbritannien | Conrad Williams Michael Bingham (Finale) Robert Tobin Martyn Rooney (Finale) im Vorlauf außerdem: Graham Hedman Richard Buck           | 3:02,25    |
| 3     | Belgien        | Arnaud Destatte (Finale) Kevin Borlée Cédric Van Branteghem Jonathan Borlée (Finale) im Vorlauf außerdem: Antoine Gillet Nils Duerinck | 3:02,60    |
| 4     | Deutschland    | Kamghe Gaba Bastian Swillims Eric Krüger (Finale) Thomas Schneider im Vorlauf außerdem: Jonas Plass                                    | 3:02,65    |
| 5     | Polen          | Marcin Marciniszyn Daniel Dąbrowski Piotr Klimczak Kacper Kozłowski (Finale) im Vorlauf außerdem: Jan Ciepiela                         | 3:03,42    |
| 6     | Frankreich     | Leslie Djhone (Finale) Yannick Fonsat Mame-Ibra Anne Teddy Venel (Finale) im Vorlauf außerdem: Mamadou Kassé Hann Yoan Décimus         | 3:03,85    |
| 7     | Niederlande    | Joeri Moerman Youssef el Rhalfioui Dennis Spillekom Robert Lathouwers                                                                  | 3:04,13    |
| 8     | Italien        | Marco Vistalli Luca Galletti Claudio Licciardello Andrea Barberi (Finale) im Vorlauf außerdem: Domenico Fontana                        | 3:04,20    |

## Videolink
- 4x400m men's relay. Final. 20th European Athletics Championships Barcelona 2010, youtube.com (englisch), abgerufen am 14. Februar 2023